# モントリヒト -月の翼-
『モントリヒト -月の翼-』（～-つきのつばさ-）は、和智正喜原作、橘由宇作画による漫画作品。月刊コミックラッシュにて連載された。

## ストーリー
かつて夜の支配者だった吸血鬼、月の一族（モントリヒト）。しかしフランケンシュタイン博士によって造られた人造人間によって絶滅してしまう。だが月の一族絶滅から60年後、月の一族の生き残りが日本で発見される。そして再び月の一族と人造人間が対峙する。

## キャラクター

### 月の一族（モントリヒト）
生き残った月の一族は血縁関係のない老婆の元で家族のように暮らしていた。月の一族には羽が生えている。昔の月の一族は長生きできたが、今の月の一族は大人になるまで生きられるかわからないほど短命。
F11（エフ・エルフ）（本名マリー・オルレアン）
元F機関の人造人間。月の一族を狩るためにかぐや達の前に現れたが、殺した覚の血を見て自分が月の一族である事を思い出す。そしてかぐや達を護るためF機関の人造人間と戦う事となる。手にもつ刀は生前正影という日本人に貰った『宗近』という日本刀。
元々は月の一族ではなかったが、人造人間として月の一族最後の一人を殺した時その月の一族に血を飲まされ月の一族となる。その時に次に月の一族に出会った時一人の命と引き換えに魂が解き放たれるように仕掛けられた。
かぐや
覚に代わって月の一族のリーダーとなった少女。仲間を想うあまり感情を溜め込む事もある。覚の残したノートを元に道岡町の『華』という場所に向かう。
覚（さとる）
月の一族の元リーダーの少年。かぐやを殺そうとしたF11からかぐやを庇って殺され灰となった。この死がF11の魂を解き放つきっかけとなった。
伊織（いおり）
月の一族の少年。覚を殺したF11を憎んでいる。
静音（しずね）
月の一族の少女。普段はおっとりしているが、時たま凶暴になる。火薬などの匂いを察知する能力がある。
夕月（ゆうづき）
月の一族の少女。朝葉や水衣と同じくかぐや達より年下。少々気が強い。F11に興味がある。
朝葉（あさは）
月の一族の少年。夕月や水衣と同じくかぐや達より年下。ずっと本ばかり読んでる。内向的な性格。読んだことを覚えておく能力がある。
水衣（みない）
月の一族の少女。夕月や朝葉と同じくかぐや達より年下。口数が少ない。F11に憧れている。他人の記憶を介して周りの様子などを見る能力がある。

### F機関
人造人間を支援する組織。月の一族を直接狩ることはしないのが決まり。

#### 人造人間
正式名称『装甲戦闘死体』。フランケンシュタイン博士が人の死体から造り出した。
F08（エフ・ハアト）（本名ジャック・ザ・リッパー）
F機関の人造人間。わがままで子供っぽい性格だが残忍。ナイフや機関銃など色々な武器を使う。体の中にも武器が仕込んであるが使うと服がボロボロになるのであまり使いたがらない。F05を「お姉さま」と呼んでいるが内心では嫌っている。また離反以前のF11のことも同様に「お姉さま」と呼びじゃれ付いたことから、自分よりも上位もしくは強い者に媚び諂う性格であると窺える。F11と二度の戦闘を行うも、一度は撤退、もう一度は深手を負わされ敗れている。
F05（エフ・フュンフ）（本名ド・ブランヴィリエ侯爵夫人）
F機関の人造人間。巨乳。丁寧な言葉遣いだがF08以上に残忍な性格でかなりのサディスト。毒薬や鞭縄を好んで使う。

## 単行本
- 1巻（2007年11月7日発売） ISBN 978-486176-459-2
- 2巻（2008年05月7日発売） ISBN 978-486176-502-5
- 3巻（2008年12月1日発売） ISBN 978-486176-600-8
- 4巻（2009年08月7日発売） ISBN 978-486176-702-9
- 5巻（2010年04月30日発売） ISBN 978-486176-696-1